# Aluminijeva zlitina
Alumínijeva zlítina je zlitina aluminija ter večje ali manjše količine drugih zlitinskih elementov, kot denimo baker, mangan, magnezij, cink in podobno. V to skupino navadno uvrščamo tudi tehnično čisti aluminij, ki vsebuje več kot 99 % Al, vsebnost drugih elementov pa ne sme presegati dovoljenih vrednosti. 

## Tehnično čisti aluminij
Čisti aluminij uporabljamo v tehniki le za nekatere namene. Za električne vodnike se uporablja E.Al čistoče 99,5. Zahteva se dobra električna prevodnost (min. 35?m/(? mm²).
Al 99,8 in Al 99,7 se uporabljata v kemični industriji in za izdelavo kemičnih aparatov. Za razne gospodinjske predmete se uporablja aluminij čistoče 99,0. Trdnost čistega aluminija je sorazmerno majhna od 40 do 100 N/mm2, vendar pa je zelo korozijsko odporen. Čisti aluminij lahko deformacijsko utrdimo s hladno plastično deformacijo.

## Aluminijeve zlitine
Mnogo širšo uporabo imajo aluminijeve zlitine, ki jih delimo v dve skupini glede na namen uporabe:
- gnetne aluminijeve zlitine - predelujemo z gnetenjem (ekstrudiranje, valjanje, vlečenje, kovanje)
- livne aluminijeve zlitine - primerne za izdelavo ulitkov.

Aluminijeve zlitine imajo določene prednosti pred čistim aluminijem in sicer tako glede trdnosti kot tudi sposobnosti za litje in gnetenje.

### Gnetne aluminijeve zlitine
Te zlitine imajo dobro plastičnost, kar omogoča predelavo z gnetenjem v toplem in hladnem stanju. Njihove trdnostne lastnosti so zelo dobre in dosegajo v nekaterih primerih trdnost konstrukcijskih jekel. Gnetne zlitine še dodatno delimo glede na sposobnost toplotne obdelave na 
- toplotno obdelovalne in
- toplotno neobdelovalne zlitine.

#### Toplotno neobdelovalne zlitine
Zlitine Al-Mn
Vsebnost Mn je med 0,9 do 1,5 %. Ta zlitina je trdnejša od čistega aluminija. Večje dodatki mangana povzročajo pri predelavi pokanje zaradi nastajanja krhke intermetalne faze Al6Mn.
AlMn1, AlMn1Cu. Natezna trdnost AlMn1 je 100 N/mm² v mehkem in 180 N/mm2 v trdem stanju. Te zlitine so dobro preoblikovalne, odporne proti koroziji in se dajo dobro variti. Uporabljajo se za izdelavo aparatov in v živilski industriji ter tam, kjer se poleg dobre korozijske obstojnosti zahtevajo večje trdnosti, kot jih lahko doseže čisti aluminij.
Zlitine Al-Mg
Zlitine vsebujejo od 2 do 7 % Mg ter pogosto tudi Mn do 0,4 %. V zlitinah Al-Mg narašča trdnost z večanjem vsebnosti magnezija, vendar hkrati pada duktilnost (razteznost). Zlitine Al-Mg so odporne proti atmosferski koroziji in koroziji v morski vodi. Poleg tega se dajo eloksirati, kar dodatno poveča korozijsko odpornost.
Te zlitine so v obliki pločevine, cevi, palic in profilov. Uporabljamo jih v arhitekturi, izdelavi aparatov, pohištveni industriji, ladjedelništvu...

#### Toplotno obdelovalne zlitine
Za naravno staranjeAlMgSi1, AlCu2Mg, AlCu4Mg1, AlCu4MgSi, AlZn5Mg1, ....
Za umetno staranjeAlMg1Si1, AlZn5Mg3Cu2, AlZn5Mg1, AlMg1SiCu,...
Zlitine Al-Cu
Zlitine Al-Cu in kompleksne zlitine, ki vsebujejo elemente Cu, Si, Mg, Zn in Ni tvorijo sisteme, ki imajo delno topnost v trdnem stanju in tvorijo z aluminijem ali med sabo vmesne (intermetalne) spojine. To je osnova za izločevalno utrjevanje, ki je podrobneje opisano v podpoglavju o izločevalnem utrjanju. Tehnično najpomembnejši zlitinski sistemi, ki se toplotno utrjujejo so: Al Cu Mg, Al Mg Si, Al Zn Mg in Al Zn Mg Cu.
Najbolj tipični primeri teh sistemov so naslednje zlitine:
- AlCu4Mg1 - s trgovskim imenom dural ali duraluminij
- AlMg1Si1 - s trgovskim imenom antikorodal
- AlZn5Mg3Cu - s trgovskim imenom perdural ali konstruktal

Zlitine Al-Mg-Si
Zlitina AlMg1Si1 je korozijsko odporna, prav tako pa ima dobro električno prevodnost. Zaradi tega se pogosto uporablja v obliki žice za proste vodnike. Uporablja se tudi za rudarsko opremo.
Zlitine na osnovi Al-Zn
Zlitina AlZn5Mg3Cu je občutljiva na napetostno korozijo. Občutljivost se zmanjša z dodatkom ~0,2 % Cr. Ta zlitina ima izredno visoke trdnostne lastnosti in tako predstavlja idealen konstrukcijski material. Uporabljamo jo v letalski industriji, za mostove, dvigala, v gradbeništvu, za odkovke in obremenjene strojne dele.
Zlitine na osnovi Al-Li
Te so pomembne predvsem zaradi tega, ker imajo dobre trdnostne lastnosti (500 N/mm²) ob zelo majhni gostoti. Vsak odstotek dodanega litija zmanjša gostoto za 3 % in poveča modul elastičnosti za 6 %. Običajno vsebujejo 2-4 % Li in 1-2 % tretjega elementa (Mg, Cu, tudi Zr).

### Livne aluminijeve zlitine
Čisti aluminij uporabljamo v livarstvu v omejenem obsegu, ker se da slabo ulivati in ima litina slabe trdnostne lastnosti. 
Aluminijeve zlitine imajo boljšo livnost in boljše trdnostne lastnosti. Prednosti aluminijevih zlitin so: majhna specifična teža, dobra korozijska obstojnost, dobra obdelovalnost, čista in gladka površina, nemagnetnost. Velika prednost je prav tako nizka temperatura litja, kar omogoča uporabo velikoserijskih postopkov litja (pod pritiskom, v kokile). Kot zlitinski elementi se najbolj pogosto uporabljajo: Si, Cu, Mg, Zn in Mn. Z ozirom na zlitinsko osnovo ločimo več vrst zlitin.

#### Zlitine Al-Si
Trgovski naziv za te zlitine je »silumin«. Te zlitine vsebujejo običajno od 8-13 % Si.
Aluminij in silicij tvorita binarni sistem z evtektikom pri 11,7 % Si in pri evtektični temperaturi 577 °C. Ta zlitina je zelo dobro livna, se da variti in je korozijsko odporna. Zaradi dobre livnosti je zlitina uporabna za komplicirane tankostenske ulitke. AlSi12 je za srednje obremenjene dele. Uporabljamo ga za litje v pesek, kokile in pod pritiskom.
Zlitinam Al-Si se pogosto dodajata baker in magnezij. Dodatek bakra poveča trdnostne lastnosti, vendar poslabša korozijsko odpornost. Dodatek magnezija omogoči toplotno obdelavo in s tem močno povečanje trdnosti. Iz teh zlitin izdelujemo močno dinamično obremenjene strojne dele (za motorje in vozila).

#### Zlitine Al-Mg
Vsebujejo 3 do 8 % Mg. Te zlitine imajo slabo livnost, vendar dobro trdnost in izredno dobro korozijsko obstojnost. Te zlitine se dajo tudi polirati, eloksirati in celo kromirati.
Ulitke teh zlitin uporabljamo predvsem za dele, ki ne smejo korodirati - pri napravah v živilski industriji, kemični industriji, v ladjedelništvu in za dekorativne namene.
- AlMg4: natezna trdnost = 150-170 N/mm2, razteznost A = 5-8 %.
- AlMg7: natezna trdnost = 240-250 N/mm2, razteznost A = 7-10 %.